# Thallomys paedulcus
Thallomys paedulcus є видом гризунів родини Muridae. Це невеликий деревний гризун, який значною мірою залежить від дерев акації. Країни проживання: Ботсвана, Демократична Республіка Конго, Ефіопія, Кенія, Малаві, Мозамбік, Намібія, Сомалі, Південна Африка, Есватіні, Танзанія, Замбія та Зімбабве. Його природне середовище проживання — субтропічні або тропічні сухі чагарники.